# Petarrelleig
Un petarrelleig és un so burleta, irònic i generalment considerat vulgar, que es realitza bufant amb la llengua estesa entre els llavis frunzits o pressionant amb el dors de la mà sobre la boca per obtenir un soroll similar a el d'una flatulència. Es pot obtenir sense fer servir la llengua o també usant un parell de dits davant dels llavis.
En termes de fonètica, aquest so és linguolabial [R]. Mai no s'usa fonològicament en el llenguatge (és a dir, dotat de significat precisament amb el propòsit de la comunicació verbal), però la imitació del so també està estesa entre algunes cultures humanes, fins i tot certs primats.són capaços de repetir-ho
La cançó de Giorgio Gaber Goganga, realitzat en Canzonissima el 1968 acabava amb un pet. Per aquest motiu, la peça va ser inicialment exclosos del concurs de la RAI i posteriorment readmesa.